# Drużynowe Mistrzostwa Polski na Żużlu 2003
Drużynowe Mistrzostwa Polski na Żużlu 2003 – 56. edycja drużynowych mistrzostw Polski, organizowanych przez Polski Związek Motorowy (PZM). W sezonie 2003 rozgrywki podzielono na trzy ligi.

## Ekstraliga żużlowa
| Ekstraliga żużlowa 2003 | Ekstraliga żużlowa 2003                                             |
| ----------------------- | ------------------------------------------------------------------- |
|                         | Top Secret-Włókniarz Częstochowa Drużynowy Mistrz Polski (4. tytuł) |
|                         | Apator-Adriana Toruń                                                |
|                         | Plusssz-Polonia Bydgoszcz                                           |
| 4.                      | Atlas Wrocław                                                       |
| 5.                      | ZKŻ Quick-Mix Zielona Góra                                          |
| 6.                      | Unia Leszno                                                         |
| 7.                      | Lotos Gdańsk Spadek do 1. Ligi żużlowej                             |
| 8.                      | Polonia Piła Spadek do 1. Ligi żużlowej                             |

## DMP I ligi
| Miejsce | Klub                              |
| ------- | --------------------------------- |
| 1       | RKM Rybnik Awans do Ekstraligi    |
| 2       | Unia Tarnów Awans do Ekstraligi   |
| 3       | TŻ Sipma Lublin                   |
| 4       | Stal-Strabag Gorzów Wlkp          |
| 5       | Dark Dog Gniezno                  |
| 6       | Jasol Rzeszów                     |
| 7       | Kolejarz Rawicz Spadek do II ligi |
| 8       | WKM Warszawa Spadek do II ligi    |

## DMP II ligi
| Miejsce | Klub                                                  |
| ------- | ----------------------------------------------------- |
| 1       | GTŻ Primus Grudziądz Awans do I ligi                  |
| 2       | Intar Przeglądżużlowy.pl Ostrów Wlkp. Awans do I ligi |
| 3       | TŻ Łódź                                               |
| 4       | KSŻ Krosno                                            |
| 5       | KŻ Kolejarz Opole                                     |
| 6       | Wanda Kraków                                          |